# Моштарак
Операция «Моштарак» (Moshtarak, дари: «Вместе») — крупнейшая с начала военных действий в Исламской Республике Афганистан в 2001 году наступательная операция американской коалиции (ISAF), начавшаяся в ночь с 12 на 13 февраля 2010 года в провинции Гильменд в южном Афганистане. Афганские войска и силы ISAF, были усилены морской пехотой и армейскими соединениями США. Цель наступления — город Марджа.
Город 14 февраля сдался почти без боя.
Согласно предварительным данным, приблизительно 2500 или более афганских солдат участвовало в операции, а общее число бойцов увеличилось до 15 000, когда подключились американские, британские и другие войска коалиции. Операцию назвали «ключевой проверкой» стратегии коалиции против Талибана.

## Стратегическое значение
Операцию назвали «ключевой проверкой» стратегии коалиции против мятежников Талибана.
Командующий британскими силами в провинции Гильменд Джеймс Коуон считал, что она положит «началу конца мятежников». Также операция должна была показать, в состоянии ли афганские вооружённые силы поддерживать мир и порядок.
За несколько часов до начала наступления афганские и коалиционные силы разбрасывали листовки с призывом «не позволять боевикам Талибана входить в ваш дом».

## Силы сторон

### Международная коалиция
Численность объединённых сил принимающих участие в операции составила более 15 000 солдат, в том числе:
- Приблизительно 5 бригад афганских подразделений, включая войска Афганской национальной армии, сотрудников Афганской национальной полиции, Афганской пограничной службы и Афганской полиции гражданского правопорядка.
- Региональное командование «Юг» ISAF, включающее силы США, Великобритании, Дании, Канады и Эстонии, в частности:
  - Сухопутные войска
    - Штаб, оперативная группа «Летернек» (Leatherneck) (Корпус морской пехоты США)
    - 7-й полк морской пехоты (США)
    - 1-й батальон 3-го полка морской пехоты (США)
    - 1-й батальон 6-го полка морской пехоты (США)
    - 3-й батальон 6-го полка морской пехоты (США)
    - 3-й дивизион 10-го артиллерийского полка морской пехоты (США)
    - 4-й батальон (Страйкер) 23-го пехотного полка (Армия США)
    - 7-й инженерный батальон (США)
    - 2-й боевой инженерный батальон морской пехоты(США)
    - 1-й взвод роты «Браво» 1-го боевого инженерного батальона морской пехоты (США)
    - 7-я боевая рота тылового обеспечения 7-го инженерно-сапёрного батальона морской пехоты (США)
    - 2-й разведывательно-дозорный батальон морской пехоты (США)
    - 3-й взвод роты «Браво» 2-го амфибийно-штурмового батальона морской пехоты (США)
    - 1-й батальон тылового обеспечения морской пехоты (США)
    - 3-й батальон 4-й бригады 205-го корпуса Афганской национальной армии
    - 1-я рота Колдстримской гвардии (Сухопутные войска Великобритании)
    - 1-я рота Гренадерской гвардии (Великобритания)
    - 1-я рота Королевских валлийцев (Великобритания)
    - Провинциальная команда реконструкции (Provincial Reconstruction Team, PRT) Гильменд (Великобритания)
    - группа оперативного командования и связи (Великобритания)
    - части 3-го батальона Канадского полка лёгкой пехоты принцессы Патриции (Канадские вооружённые силы) в соединении с 1-м батальоном 4-й бригады 205-го корпуса (Афганистан)
    - группа оперативного командования и связи (Вооружённые силы Франции) в соединении с 31-м батальоном 4-й бригады 205-го корпуса (Афганистан)
    - оперативная группа Pegasus (США)
    - оперативная группа «Кандагар» (Канада)
    - объединённая оперативная группа «Афганистан» (Канада)[28]
    - части датского контингента ISAF(Вооружённые силы Дании)
    - эстонский контингент ISAF ESTCOY-9 (Вооружённые силы Эстонии)

  - Военно-воздушные силы
    - 451-е разведывательное авиакрыло (США)
    - 904-е разведывательное авиакрыло (Великобритания)[29]
    - 7 вертолётов канадского контингента, в том числе три Boeing CH-47 Chinook под прикрытием четырёх CH-146 Griffon[30].

## Ход операции

### 13 февраля

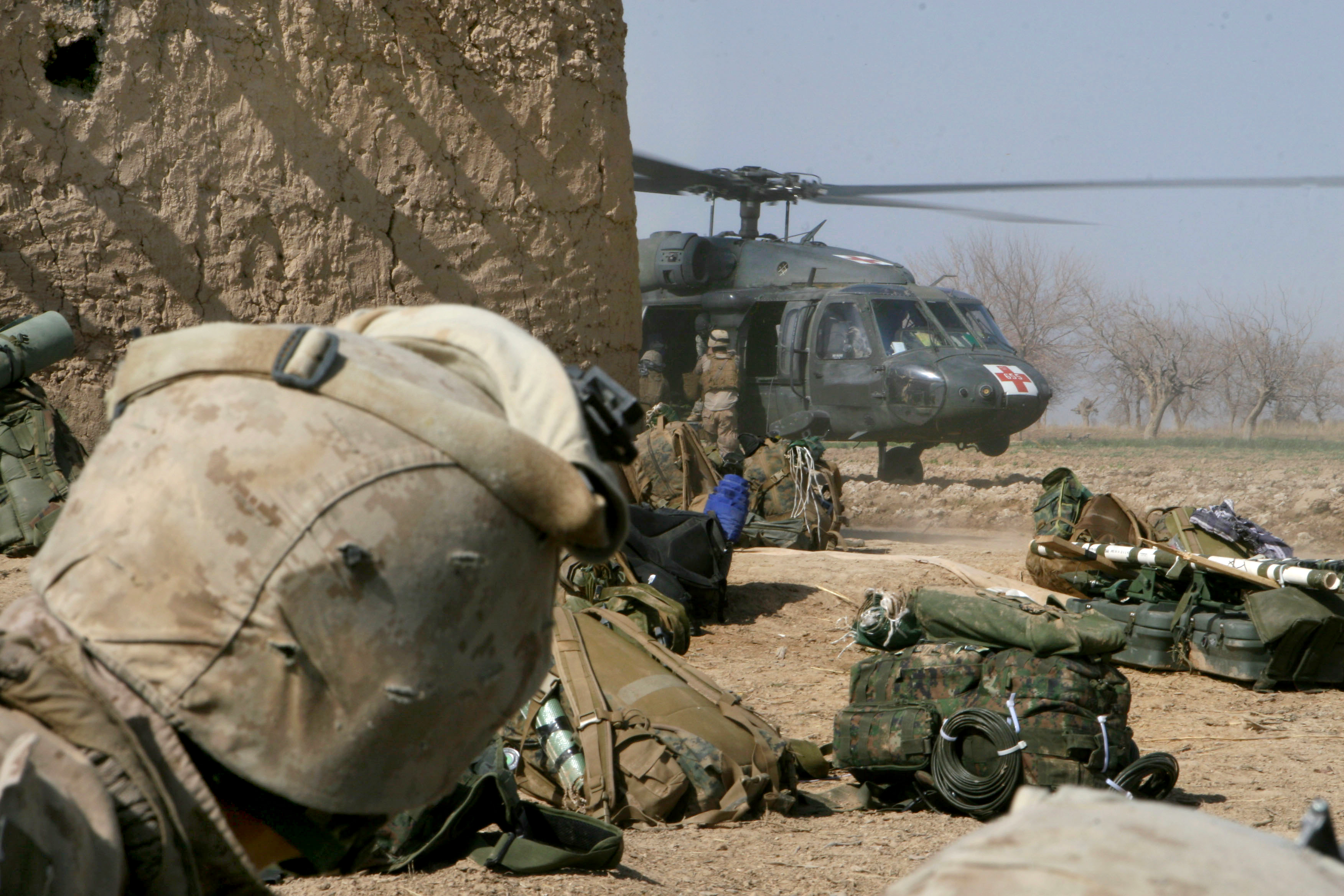
Морские пехотинцы и афганские солдаты прикрывают медицинский вертолёт UH-60.

12 февраля за несколько часов до полуночи афганский президент Хамид Карзай дал личное одобрение на операцию, которая отсрочивалась в течение 24 часов, поскольку афганские чиновники вели переговоры с повстанцами. Начало крупного наступления началось с приземления вертолётов в центральной части Гильменда. 13 февраля в 4:00 по местному времени первые вертолёты десантировали силы британских, афганских и французских войск. Продвижение в Мардже замедлилось утром в районе маковых полей, покрытых самодельными взрывными устройствами и минами.
Первый огонь был открыт БПЛА MQ-1 Predator и вертолётами AH-64 Apache по повстанцам, устанавливающим взрывные устройства вдоль дороги и зенитные орудия. В 2:00 по местному времени подразделения Морской пехоты США пересекли ряд каналов на юге района Над Али.
В течение получаса подразделения войск США, Великобритании и Афганистана организовывали оборону большому количеству посадочных площадок для вертолётов. Около 4:00 вертолёты с солдатами 1-го батальона Королевских уэльсцов, являющихся основной силой британцев в Гильменде начали высадку вблизи города Шовал — оплота Талибана в районе Чах Анджир. В то время как британцы занимали территорию, более 1000 солдат Морской пехоты США и Афганской национальной армии высадились в районе Марджи. В течение следующих 90 минут подразделения морской пехоты доставлялись на вертолётах CH-53 Super Stallion. На рассвете объединённые силы начали движение в район операции.
Генерал-майор Ник Паркер, командующий Регионального командования «Юг» ISAF заявил, что войска коалиции «успешно начали операцию и не понесли никаких потерь». В то время как морские пехотинцы и афганские солдаты штурмовали Марджу, британские, американские и канадские подразделения нанесли удары по позициям повстанцев в районе Над Али. Генерал Мухаммед Зазаи, командующий войсками Афганистана на юге страны, сообщил, что силы афганцев и коалиции взяли контроль над 11 из 13 планировавшихся районов и продолжают медленно продвигаться вперед.

### 14 февраля

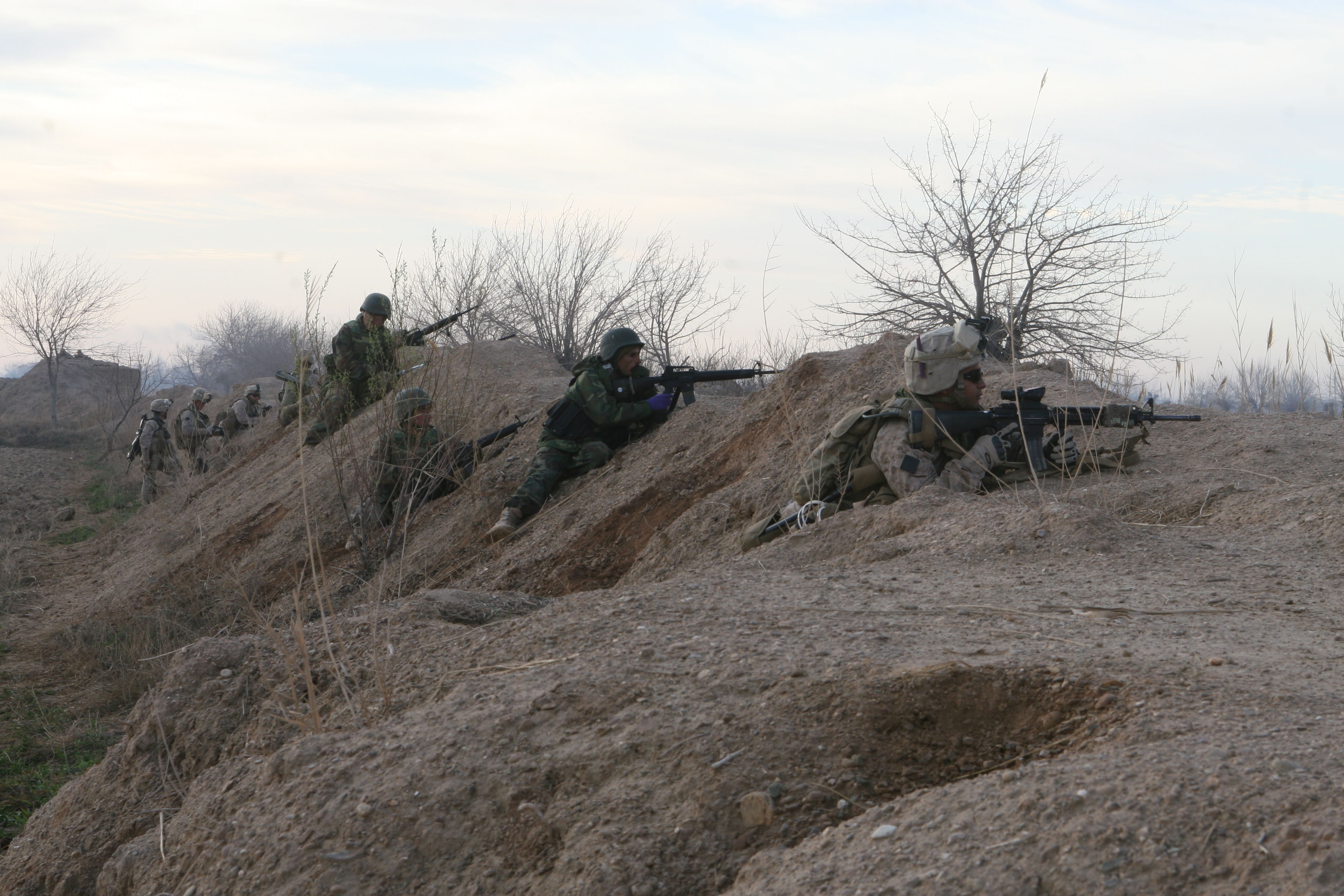
Морские пехотинцы и афганские солдаты в Мардже

Во второй день операции британские войска захватили Шовал, город, который в течение прошлых двух лет был под контролем повстанцев, использовавшийся ими как учебно-боевой лагерь, где изготавливались взрывные устройства и обучали подрывному делу. В результате было обнаружено большое количество самодельных бомб и мин. Также было изъято много наркотических средств — 17 тонн опия, 74 тонны опийного мака, 400 фунтов гашиша, 443 фунта героина.
В этот день две американские ракеты, запущенные с пусковых установок HIMARS, попали в дом рядом с городом Марджа, при этом погибло 12 мирных жителей. Атака должна была уничтожить склад оружия талибов, но цель оказалась ошибочной, признали в штабе операции. Командующий силами НАТО в Афганистане американский генерал Стэнли Маккристал выразил афганскому президенту Хамиду Карзаю глубокое сожаление в связи с «трагической потерей жизней».

### 15 февраля
В то время как британский сектор на севере района Над Али был занят довольно легко, американские войска встретили сопротивление в нескольких километрах от Марджи, где повстанцы «стояли до конца».
По данным американских и афганских военных около четверти из 400 талибов в Мардже было уничтожено в начале операции, ещё четверть отошла в другие районы провинции. В городе боевые действия продолжались в северной части и в центре.

### 16 февраля
Наиболее интенсивные боевые действия в этот день проходили к югу от центра города у базара Кору Чрех, где военнослужащие роты «А» 1-го батальона 6-го полка морской пехоты подвергались огню противника в течение дня.
Представители афганских сил сообщили, что около 35 боевиков уничтожено с начала операции.
После того, как город Шовал был занят основная угроза силам ISAF исходила от террористов-смертников и взрывных устройств.

### 17 февраля

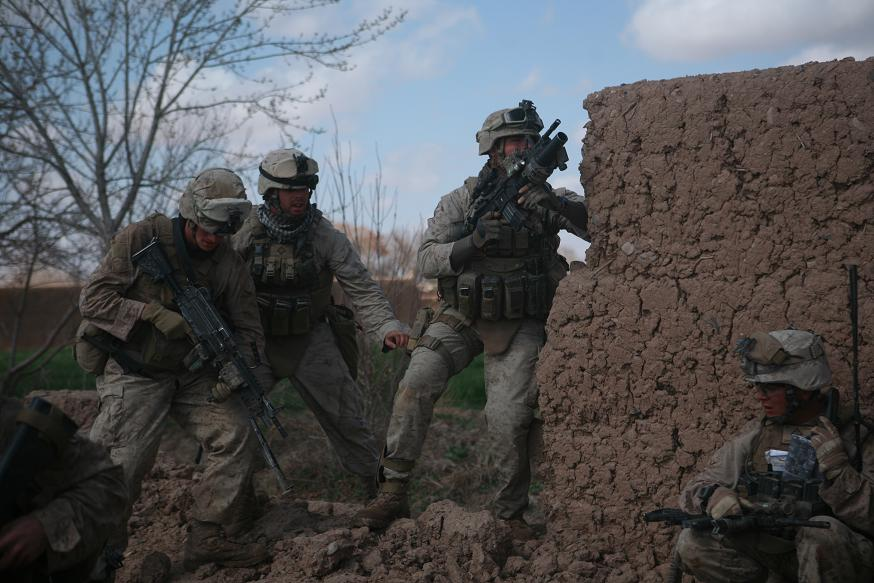
Рота «В» 1-го батальона 6-го полка морской пехоты ведёт бой в Мардже

Прогресс коалиционных сил был замедлен из-за многочисленных придорожных мин и самодельных взрывных устройств, и значительного присутствия гражданских лиц в этом районе. Генерал афганской армии Мухиддин Гори обвинил Талибан в использовании «живого щита». По его словам «наши войска видели как ставят женщин и детей на крышах домов и стреляют из-за их спин».
В этот день в засаду попала рота «K» 3-го батальона 6-го полка морской пехоты с афганскими военными, когда пересекала поле около деревни к северу от Марджи. Боевики спрятались у оросительного канала, обстреливали роту и не давали им покинуть поле. Рота использовала против нападавших миномёты М224, но это не остановило их. Тогда американцы запросили воздушный удар по позиции боевиков, на которых сбросили 250-фунтовую бомбу, разрушившую переправы через канал. Также военным оказывал поддержку с воздуха вертолёт AH-1 Cobra. Бой длился 4 часа, 1 морской пехотинец был убит, 2 ранено.

### 18 февраля

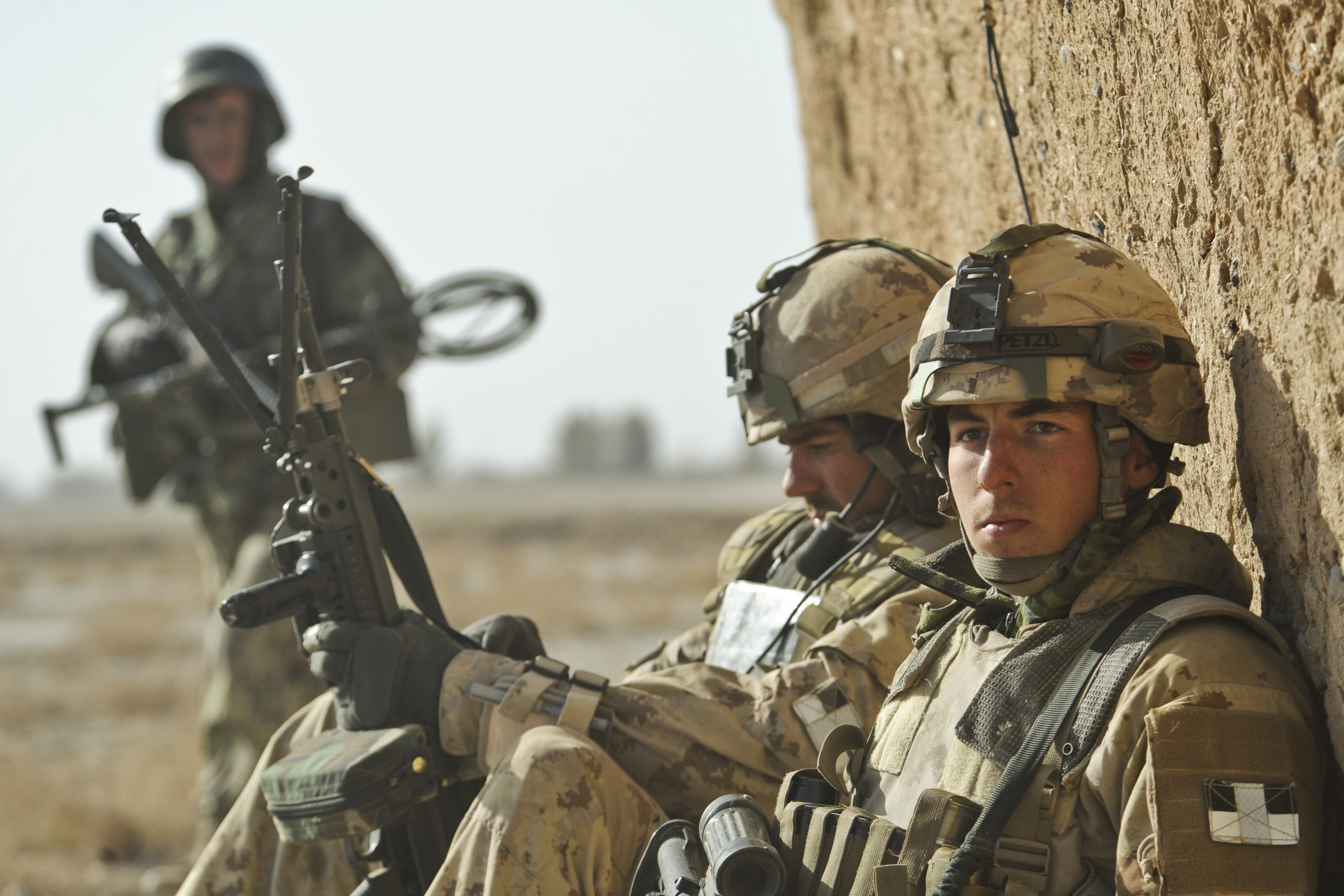
Канадские и афганские военные патрулируют местность, Гильменд

17 февраля силы ISAF и афганских подразделений продолжали вытеснять боевиков из города и района. Войска продолжали сталкиваться с небольшими очагами сопротивления повстанцев на севере и востоке Марджи. В относительно спокойном британском секторе района Над Али проходило разминирование самодельных взрывных устройств и минных полей, сооружение переправ через каналы Нахр-э-Бург и Шамлан, тем самым улучшая систему передвижения в районе. Были начаты восстановительные работы, такие как ремонт ирригационных систем и создание местных школ.
После подавления открытого сопротивления в районе Над Али началась операция по обнаружению скрытых сил противника. Вечером около 130 солдат Шотландской гвардии высадились на юге района с вертолётов «Чинук», для патрулирования местности, где они вскоре были обстреляны боевиками. В бою британцы применили против врага ПТРК FGM-148 Javelin. В американском секторе района на протяжении всего дня рота «А» 1-го батальона 6-го полка морской пехоты также вела сражение с повстанцами, применявшими пулемёты, миномёты, гранатомёты.
По сообщению Associated Press бригадный генерал Лоуренс Николсон, командующий 2-й экспедиционной бригадой морской пехоты, заявил, что коалиционные силы взяли под контроль дороги и мосты, основные базары и муниципальные центры в Мардже.
В этот день силы ISAF потеряли 6 солдат, погибших в отдельных случаях, двое из них были англичанами, остальные четыре были американцами.

### 22 февраля
В результате ошибочного авианалёта сил НАТО 22 февраля погибло более 20 мирных афганцев.

## Итоги
16 марта 2010 движение Красного полумесяца в Афганистане сообщило, что операция в Мардже унесла жизни 35 мирных жителей, 37 ранены, 55 домов разрушено, без указания какой стороной и сколько убито гражданских. За исключением некоторых малых очагов сопротивления, талибы были изгнаны из города. До и во время военной операции местным жителям была обещана помощь, но около трёх недель после окончания интенсивных боевых действий они не получили какой-либо значительной помощи.
На июнь 2010 года, несмотря на свержение власти талибов, обстановка в городе оставалась напряжённой. Постоянные обстрелы и установка самодельных взрывных устройств не давали гражданским лицам вести нормальную жизнь.

## В культуре
- х/ф «Машина войны» (2017, США)